# Deutscher Fischerei-Verband
Der Deutsche Fischerei-Verband e. V. (DFV) wurde 1870 unter dem Protektorat des deutschen Kronprinzen als Deutscher Fischereiverein in Berlin gegründet.
Das Ziel bei der Gründung war die Hebung der deutschen Binnenfischerei, Fischzucht und Seefischerei. Kommissarischer Präsident des Deutschen Fischerei-Verbandes mit Sitz (nach dessen Verlegung) in Bonn und Verwaltung in Hamburg ist seit September 2024 Dirk Sander. Der Verband umfasst vier eigenständige Spartenverbände, in denen etwa 600.000 Angler und Berufsfischer organisiert sind.

## Geschichte
Erster Präsident des Deutschen Fischerei-Vereins war 1870 Georg Herbert zu Münster. 1872 wurde in der neuen Markthalle am Schiffbauerdamm in Berlin eine bedeutende Ausstellung von Geräthschaften und Producten der See- und Binnenfischerei durchgeführt. 
1936 erfolgte eine Umbenennung in Reichsverband der Deutschen Fischerei, der während des Zweiten Weltkriegs unterbrochen wurde. Gegen Ende des Zweiten Weltkriegs erfolgte 1949 eine Umgründung in Deutscher Fischerei-Verband e. V. Aufgrund der Restrukturierung als Dachverband seiner Spartenverbände erfolgte 1970 die Erweiterung des Namens auf Deutscher Fischerei-Verband e. V./Union der Berufs- und Sportfischer, dessen Hauptgeschäftsführer der 1939 geborene Diplomkaufmann Lothar Fischer wurde.
Organ des DFV war von 1886 bis 1970 die Allgemeine Fischerei-Zeitung.

## Aufgabenstellung
Der DFV vertritt Interessen, die in der Lobbyliste des Deutschen Bundestages wie folgt hinterlegt sind:
„Vertretung der Interessen der Berufs- und Sportfischerei, das sind sämtliche arbeitsrechtlichen, steuerrechtlichen und ernährungswirtschaftlichen Fragen sowie alle sonstigen mit der Fischereiwirtschaft zusammenhängenden Fragen; Gewässerschutz, Umweltschutz und gesundheitspolitische Fragen.“
Weitere Positionen zur Aufgabenstellung hat der DFV im Rahmen der „Bingener Erklärung – Fischereipolitische Leitlinien für die Zukunft“ im Jahre 2005 formuliert. Der Tenor der Erklärung umfasst Förderung von Umwelt, Natur, Verbraucherrechte, Fischereiwirtschaft, Fischereiwissenschaft, und des Angelns. Der DFV ist institutioneller Partner bei der Stiftung die den Deutschen Nachhaltigkeitspreis verleiht.
Der DFV sieht sich als Arbeitgeberverband, weshalb er sich nicht verpflichtet sah, sich in das am 1. Januar 2022 eingeführte Lobbyregister in Deutschland einzutragen. Daraufhin hat der Deutsche Bundestag dem DFV am 31. Juli 2024 ein Bußgeldbescheid in Höhe von 5.500 Euro zugestellt, wogegen der Verband Einspruch eingelegt hat. Das Verfahren ist (Stand: Oktober 2024) anhängig.

## Angeschlossene Verbände
Der Deutsche Fischerei-Verband ist ein Dachverband, welcher vier eigenständige Spartenverbände bündelt.
- Verband der Deutschen Kutter- und Küstenfischerei e. V. (VDKK)
- Deutscher Hochseefischereiverband e. V.
- Verband der Deutschen Binnenfischerei und Aquakultur e. V. (VDBA)[8]
- Deutscher Angelfischerverband e. V. (DAFV)